# Peju Layiwola
Peju Layiwola, née le 29 septembre 1967 à Benin City, est une historienne de l'art et une artiste visuelle nigériane. Citée comme une «avant-garde du 21e siècle» dans le livre Art Cities of the Future, elle est aussi professeur d'art et d'histoire de l'art à l'université de Lagos. Elle est particulièrement impliquée dans la bataille pour le retour d’objets spoliés pendant la colonisation, en Afrique de l'Ouest.

## Biographie
Née Adepeju Olowu en 1967, Peju Layiwola est la fille de Babatunde Olatokunbo Olowu et de la princesse Elizabeth Olowu, née Akenzua. Son grand-père paternel était un magnat des affaires qui a créé le premier cinéma et la première imprimerie au Bénin et dans la région du delta du Niger. Son grand-père maternel, quant à lui, était Akenzua II, oba du Bénin, qui a régné de 1933 à 1978. Peju Layiwola s'est appuyée sur la tradition artistique de sa mère, la princesse Elizabeth Olowu, première femme fondeuse de bronze au Nigeria. Son double héritage et son histoire Yoruba et Edo inspirent sa pratique professionnelle.
Elle étudie l'histoire de l'art  au Nigeria, à l'université d'Ibadan et à l'université de Benin, jusqu’à l’obtention d’un doctorat.
Peju Layiwola commence une carrière d’enseignante en 1994 à l'université de Benin en 1994, puis à l'université de Lagos en 2002. Elle est devenue directrice par intérim du département des arts créatifs de l'université de Lagos de 2013 à 2015, puis directrice de 2017 à 2020.
Ses propres créations artistiques se concentrent sur l’histoire du royaume du Bénin et sur son histoire personnelle. Une grande partie de son travail met l'accent sur des thèmes tels que la colonisation des biens sacrés du royaume du Bénin et l'affirmation de sa place dans le domaine de la fonte du bronze, dominé par les hommes. Son travail s’inspire aussi de celui de sa mère. Peju Layiwola  plaide en faveur du rapatriement et de la restitution des œuvres spoliées par les anciennes puissances colonisatrices en Afrique de l'Ouest,,. Les fondeurs de bronze sont toujours très actifs à Benin City et les boutiques de sculptures y attirent les visiteurs. « Nos artistes ont écrit notre histoire sur les célèbres plaques du palais. Elles reflètent notre philosophie et notre vision du monde. On ne peut pas confisquer l’identité des gens comme ça ! », affirme-t-elle.
Dans son exposition monographique Benin1897.com:Art and the Restitution Question, en 2010, Peju Layiwola revient sur une expédition punitive britannique au Bénin en 1897, le pillage de Benin City et le vol d'objets culturels précieux dans la chambre à coucher de ses propres ancêtres, ce qui lui permet de faire le lien entre son histoire personnelle et celle de sa communauté.